# Diocesi di Rusticiana
La diocesi di Rusticiana (in latino Dioecesis Rusticianensis) è una sede soppressa e sede titolare della Chiesa cattolica.

## Storia
Rusticiana, nell'odierna Algeria, è un'antica sede episcopale della provincia romana di Numidia.
Sono solo due i vescovi documentati di questa diocesi. Il donatista Leonzio prese parte alla conferenza di Cartagine del 411, che vide riuniti assieme i vescovi cattolici e donatisti dell'Africa romana; la sede in quell'occasione non aveva vescovi cattolici. Leonzio era un ex prete cattolico convertito al donatismo e consacrato vescovo. Il nome di Donato si trova al 61º posto nella lista dei vescovi della Numidia convocati a Cartagine dal re vandalo Unerico nel 484; Donato, come tutti gli altri vescovi cattolici africani, fu condannato all'esilio.
Dal 1933 Rusticiana è annoverata tra le sedi vescovili titolari della Chiesa cattolica; dal 25 novembre 2002 l'arcivescovo, titolo personale, titolare è Pierre Nguyễn Văn Tốt, già nunzio apostolico nello Sri Lanka.

## Cronotassi

### Vescovi residenti
- Leonzio † (menzionato nel 411) (vescovo donatista)

- Donato † (menzionato nel 484)

### Vescovi titolari
- Ángel Adolfo Polachini Rodríguez † (30 novembre 1966 - 25 marzo 1971 nominato vescovo di Guanare)
- Horacio Alberto Bózzoli † (30 marzo 1973 - 11 luglio 1978 nominato vescovo di San Miguel)
- John Joseph Nevins † (25 gennaio 1979 - 17 luglio 1984 nominato vescovo di Venice)
- Álvaro Corrada del Rio, S.I. (31 maggio 1985 - 5 dicembre 2000 nominato vescovo di Tyler)
- Arthur Roche (12 aprile 2001 - 16 luglio 2002 nominato vescovo coadiutore di Leeds)
- Pierre Nguyễn Văn Tốt, dal 25 novembre 2002